# GTF3C2
GTF3C2‏ (General transcription factor IIIC subunit 2) هوَ بروتين يُشَفر بواسطة جين GTF3C2 في الإنسان.